# Юлія Беляєва
Юлія Беляєва (ест. Julia Beljajeva; нар. 21 липня 1992 року, Тарту, Естонія) — естонська фехтувальниця на шпагах, олімпійська чемпіонка Олімппійських ігор 2020 року, дворазова чемпіонка світу та дворазова Європи, багаторазова призерка чемпіонатів світу та Європи.

## Виступи на Олімпіадах
| Олімпіада           | Дисципліна          | Місце |
| ------------------- | ------------------- | ----- |
| Ріо-де-Жанейро 2016 | індивідуальна шпага | 29    |
| Ріо-де-Жанейро 2016 | командна шпага      | 4     |
| Токіо 2020          | індивідуальна шпага | 7     |
| Токіо 2020          | командна шпага      | 1     |